# Prime de panier
En France, la prime de panier est une indemnité versée au salarié au titre du repas qu'il prend au cours de sa journée de travail. L'obligation d'attribution d'une indemnité repas telle que la prime de panier est prévue lorsque le repas est pris en dehors de l'entreprise et ce, pour des raisons professionnelles. Il s'agit alors de frais professionnels. 
Certaines conventions collectives prévoient des dispositions plus favorables, comme la convention collective du BTP qui étend la prime de panier à tous les ouvriers, à l'exception de ceux bénéficiant d'un restaurant sur chantier. 
Il est fréquent que les entreprises accordent une prime de panier à l'ensemble de leurs salariés sans obligation légale ou conventionnelle.
Cette prime est exonérée de cotisations sociales dans certaines limites. La prime de panier est exonérée de cotisations sociales lorsqu'elle est versée en raison de conditions particulières d'organisation du travail:
- travail en équipes ;
- travail posté ;
- travail continu ;
- travail en horaire décalé ;
- travail de nuit.